# Pere (Hungria)
Pere é um município da Hungria, situado no condado de Borsod-Abaúj-Zemplén. Tem 9,53 km² de área e sua população em 2015 foi estimada em 340 habitantes.